# Trigonodes deliana
Trigonodes deliana är en fjärilsart som beskrevs av Stoll 1790. Trigonodes deliana ingår i släktet Trigonodes och familjen nattflyn. Inga underarter finns listade i Catalogue of Life.